# Darwiniothamnus lancifolius
Darwiniothamnus lancifolius es una especie de planta fanerógama perteneciente a la familia Asteraceae.

## Distribución
Es un endemismo de Ecuador donde se encuentra en las Islas Galápagos.

## Taxonomía
Darwiniothamnus lancifolius fue descrita por (Hook.f.) Harling y publicado en Acta Horti Bergiani 20(3): 115. 1962.
Variedades aceptadas
- Darwiniothamnus lancifolius subsp. glabriusculus (Stewart) Lawesson & Adsersen
- Darwiniothamnus lancifolius subsp. glandulosus Harling

Sinonimia
- Darwiniothamnus lancifolius subsp. lancifolius
- Erigeron lancifolius Hook.f.
- Erigeron lancifolius var. glabriusculus A.Stewart
- Erigeron lancifolius var. lancifolius
- Erigeron tenuifolius subsp. lancifolius Solbrig[3]